# Comuna Mohnaci, Ciornobai
Mohnaci (în ucraineană Мохнач) este o comună în raionul Ciornobai, regiunea Cerkasî, Ucraina, formată din satele Mohnaci (reședința) și Starîi Mohnaci.

## Demografie
Componența lingvistică a comunei Mohnaci
     Ucraineană (98,74%)
     Rusă (1,26%)
Conform recensământului din 2001, majoritatea populației comunei Mohnaci era vorbitoare de ucraineană (98,74%), existând în minoritate și vorbitori de rusă (1,26%).